# Публије Вентидије Бас
Публије Вентидије Бас је био римски војсковођа.

## Биографија
Рођен је у Пиценуму. Отац му је био побуњеник у Савезничком рату. Као дете је с мајком доведен у Рим као заробљеник. Иако је стекао слободу, није могао напредовати у римском друштву, те се прикључио војсци. За време Галских ратова Јулије Цезар је препознао његов талент, те му омогућио напредовање у служби. Након Цезарове смрти је постао један од најпоузданијих официра и сарадника Марка Антонија. За време Фулвијиног рата је одбио подржати Марковог брата Луција. Упркос томе, Марко Антоније му је поверио команду над 11 легија с којима је морао поразити Парте који су године 40. п. н. е. напали и заузели источне провинције. Бас је у томе имао великих успеха - године 39. п. н. е. је поразио Квинта Лабијена, а године 38. п. н. е. поразио и партског краља Пакора који је при томе убијен. Бас је тако повратио сва изгубљена подручја и симболички осветио пораз код Каре. Бас је могао напредовати даље на исток, али је одлучио сачекати Антонија као свог претпостављеног, сматрајући да ће му замерити одузимање славе. Уместо тога је опсео град Самосата и комагенског краља Антиоха. Опсаду је преузео Антоније, који је Баса послао у Рим, где му је приређен тријумф - једини у римској историји за победу над Партима.
Вентидије се појављује као један од ликова у Шекспировој трагедији „Антоније и Клеопатра“.